# Panhellénion
Le Panhellénion (grec ancien : Πανελλήνιον ; forme grecque) ou Panhellenium (forme latinisée) signifie « rassemblement de tous les Grecs ». Le terme est employé généralement au pluriel, les Panhellénia désignant un nouveau concours aux épreuves purement athlétiques (sans épreuves artistiques), célébré pour la première fois en 137 apr. J.-C. ; le concours se déroulait à Athènes.  
C'est une institution établie par l'empereur romain Hadrien lors de son voyage en Grèce de 131-132 ap. J.-C. L'empereur y gagne le surnom de Philhellène et, de fait, il est un fervent philhellène et idéalise volontiers le passé de la Grèce. Le Panhellénion constitue un élément central de son philhellénisme. La ligue est établie, Athènes en étant le point central, pour rappeler l'époque glorieuse du Ve siècle av. J.-C. quand les Grecs réunis repoussent l'ennemi perse.
Institution à vocation et statut religieux, le Panhellénion entraîne des rivalités entre les membres, car nombre de cités, de fondation récente ou de grécité contestable, veulent s'y faire intégrer pour des raisons de prestige. Le parrainage d'une cité grecque d'origine est donc indispensable, mais cela entraîne des luttes idéologiques et diplomatiques.
Par ailleurs, Hadrien veut que ce soit un symbole de loyalisme dynastique et d'attachement à Rome, mais nombre de Grecs ne sont pas convaincus et le Panhellénion ne survit pas à la mort de Caracalla, au début du IIIe siècle.